# Parafia Archikatedralna Świętej Rodziny w Częstochowie
Parafia Archikatedralna Świętej Rodziny w Częstochowie – rzymskokatolicka parafia, położona w dekanacie Częstochowa – św. Zygmunta, archidiecezji częstochowskiej w Polsce, erygowana w 1917.

## Historia
Kościół parafialny wzniesiono w latach 1901-1927.

## Proboszczowie parafii[2]
| imię i nazwisko                               | daty urzędowania |
| --------------------------------------------- | ---------------- |
| ks. infułat Bolesław Wróblewski               | 1917–1951        |
| ks. prałat Józef Chwistecki                   | 1951–1990        |
| ks. prałat dr Bronisław Preder                | 1990–1996        |
| ks. prałat dr Marian Duda                     | 1996–2003        |
| ks. prałat dr Stanisław Gębka                 | 2003–2014        |
| ks. prałat Jan Niziołek                       | 2014–2017        |
| ks. prałat dr Stanisław Gębka (administrator) | 2017–2018        |
| ks. prałat dr Włodzimierz Kowalik             | 2018–            |